# 雲曇古佛洞石窟
雲曇古佛洞石窟位於四川省巴中市通江縣，文物遺址年代判定為清。2012年7月16日公佈為第八批四川省文物保護單位。雲曇洞古佛洞石窟位於四川省巴中市通江縣雲縣鄉雲曇村一組，坐東北向西南，面積為529.75平方米，由雲曇洞、古佛洞及古佛洞摩崖石刻組成。古佛洞呈長方形，平頂，高3米，寬4.39米，深6米。洞內共有摩崖造像96尊、泥塑2尊、題記2幅。後壁及兩側壁均有三層摩崖造像，為佛道合龕造像，佛教造像題材有佛像、文殊菩薩、力士等。道教內容有王母、藥王、土地等諸神。後壁左、右下部刻有光緒十六年（1890）巴州舉人蒲敏的詩及造像題記，洞口兩側各立一石獅。洞外右側2.1米處的崖壁上開一淺橫龕，龕內從右至左陰刻行書“古佛洞”三個大字及“楊大禮造、楊大文立”八個小字，字幅高1.1米，寬3.1米，字幅面積3.41平方米。1994年，雲曇洞古佛洞石窟被通江縣人民政府公佈為縣級文物保護單位。